# Hardheim

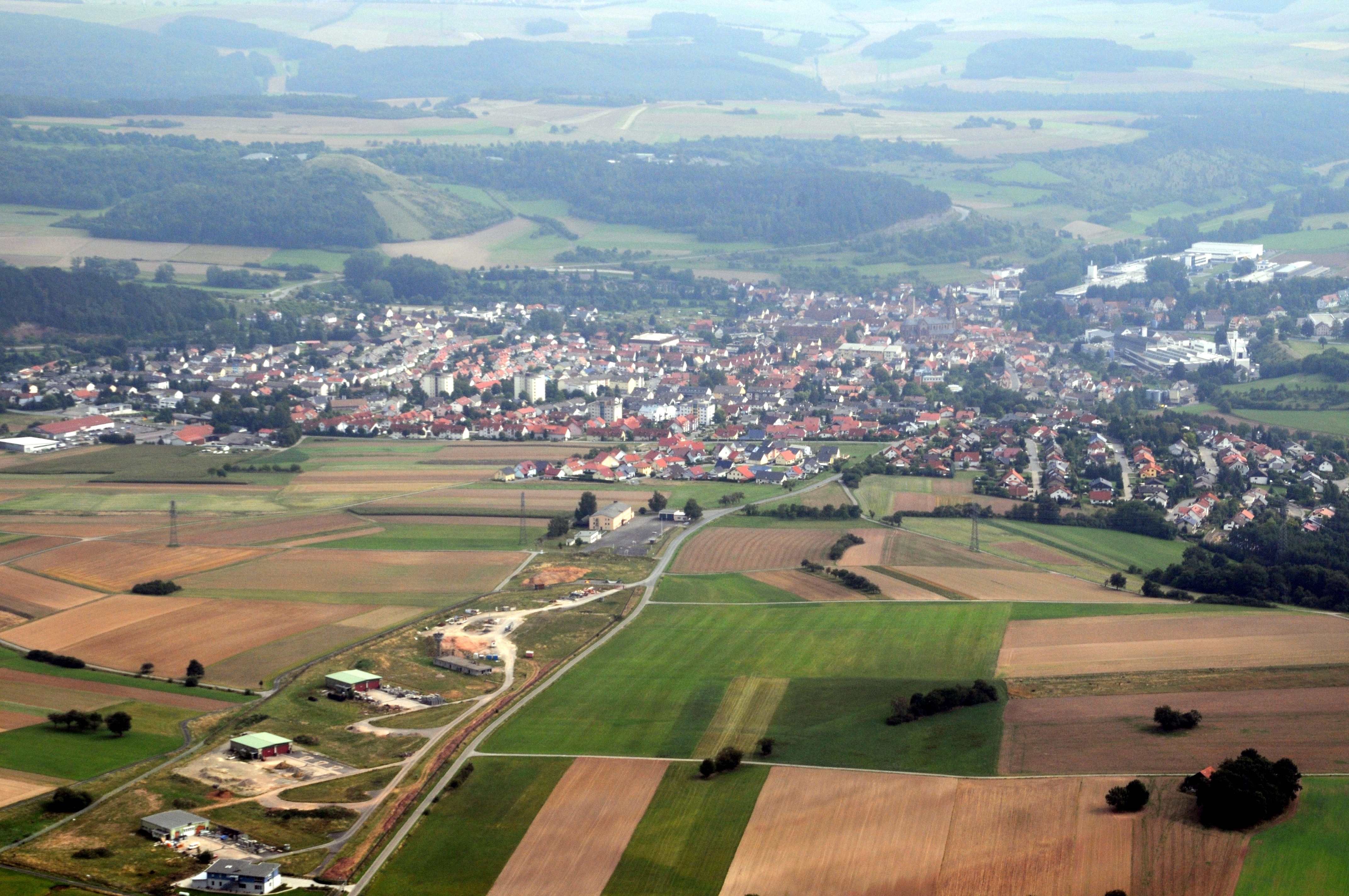
Luftbild 2008

Hardheim ist eine fränkische Gemeinde am nordöstlichen Rand des Neckar-Odenwald-Kreises in Baden-Württemberg. Sie gehört zur europäischen Metropolregion Rhein-Neckar.

## Geographie

### Geographische Lage
Hardheim liegt in der Mitte des Erftals, das durch die Erfa in das Bauland geschnitten wird. Hardheim wird durch die Bundesstraße 27 geteilt. Das Gemeindegebiet liegt teilweise im Naturpark Neckartal-Odenwald. Hardheim grenzt im Uhrzeigersinn im Norden und Nordosten an Külsheim, im Osten an Königheim, im Süden an Ahorn (alle Main-Tauber-Kreis), im äußersten Südwesten trifft das Gemeindegebiet auf Rosenberg, im Westen grenzt Hardheim an Höpfingen sowie Walldürn (alle drei Neckar-Odenwald-Kreis) und im Nordwesten hat Hardheim auch eine gemeinsame Grenze mit dem in Bayern gelegenen Eichenbühl (Landkreis Miltenberg).

### Schutzgebiete
Das Europäische Vogelschutzgebiet Heiden und Wälder Tauberland (Schutzgebietskennung DE-6323-441) umfasst seit 2007 Teile der Hardheimer Gemarkung.

### Gemeindegliederung

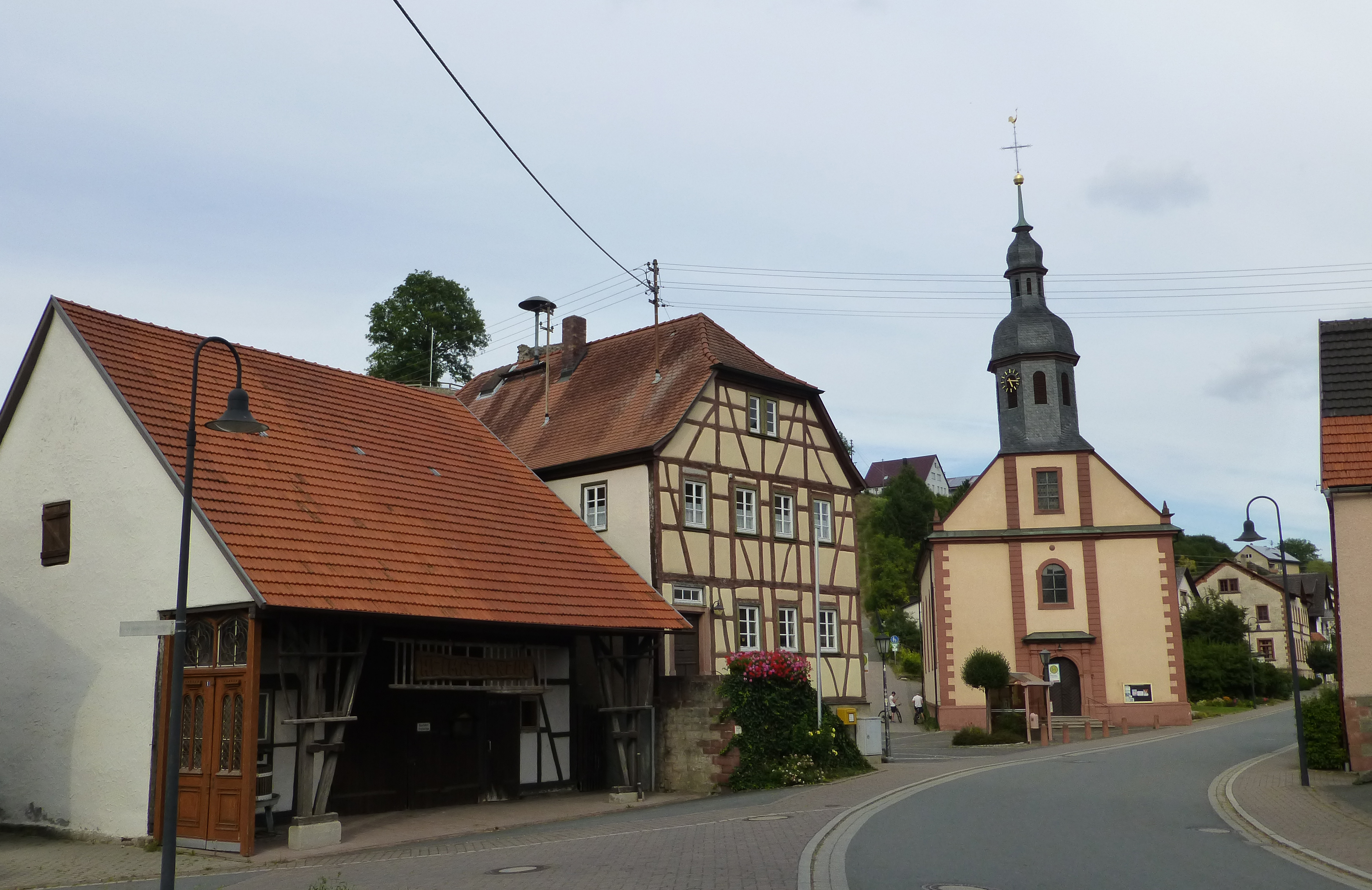
Ortsteil Schweinberg.

Die Gemeinde besteht aus einem Ortskern und acht umliegenden Ortsteilen:
| Ortsteil       | Einwohner (31. März 2023) | Eingemeindung |
| -------------- | ------------------------- | ------------- |
| Hardheim       | 46940                     | –             |
| Schweinberg    | 743                       | 01.08.1971    |
| Gerichtstetten | 617                       | 01.01.1973    |
| Bretzingen     | 397                       | 01.08.1971    |
| Erfeld         | 288                       | 01.12.1971    |
| Dornberg       | 069                       | 01.01.1975    |
| Rüdental       | 076                       | –             |
| Rütschdorf     | 044                       | 01.01.1975    |
| Vollmersdorf   | 042                       | 01.01.1975    |

Zu den Ortsteilen gehören; Bretzingen, Dornberg, Rütschdorf, Vollmersdorf, Schweinberg und jeweils die gleichnamigen Dörfer. Zum Ortsteil Erfeld gehören das Dorf Erfeld und das Haus Erfelder Mühle. Zum Ortsteil Gerichtstetten gehören das Dorf Gerichtstetten und das Gehöft Helmstheim. Zur Gemeinde Hardheim in den Grenzen von 1970 gehören die Dörfer Hardheim und Rüdental, das Gehöft Neumühle und die Häuser Breitenau und Wohlfahrtsmühle.
Im Ortsteil Bretzingen liegt die Wüstung Stockheim, im Ortsteil Hardheim die Wüstung Lindenmühle. Im Ortsteil Schweinberg liegen die Wüstungen Betzwiesen und Selhofen, welches nur durch einen Flurnamen belegt ist.

### Wappen der Ortsteile

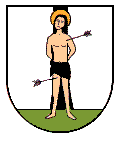
Bretzingen
Dornberg
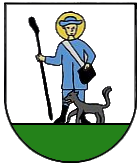
Erfeld
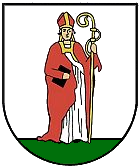
Gerichtstetten
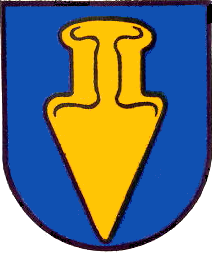
Rütschdorf
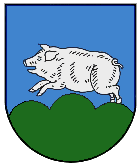
Schweinberg
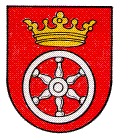
Vollmersdorf

## Geschichte
Die erste Besiedlung des heutigen Gemeindegebiets erfolgte vor der Zeitenwende wahrscheinlich durch die Kelten; hierauf deutet eine Keltenschanze im Ortsteil Gerichtstetten hin.
Der Limes verläuft nur wenige Kilometer westlich an Hardheim vorbei. Hieran erkennt man, dass Hardheim knapp außerhalb der Grenzen des Römischen Reichs gelegen haben muss. Nach dem Rückzug der Römer aus dem Bauland waren es die Alamannen, die diese Gegend besiedelten, später die Franken.
Hardheim wird um 1100 als „Hartheim“ genannt, von hart, Weidewald. Die angeblich erstmalige Erwähnung Hardheims 996 in einer Urkunde von Kaiser Otto III. ist eine Fälschung. Dass Adlige in Hardheim lebten, zeigt eine Urkunde von Henricus von Hartheim aus dem Jahre 1197. Im Jahre 1256 wurde die Pfarrei Hardheim erstmals urkundlich erwähnt.
Die verwickelten Herrschaftsverhältnisse verhinderten im Alten Reich eine Weiterentwicklung von Hardheim zur Stadt. Als Ritter Georg Wolf von Hardheim 1607 starb, ohne einen Erben zu hinterlassen, fiel Hardheim konfessionell wieder dem katholischen Bistum Würzburg zu. Die Landeshoheit, die bis dahin beim Erzbischof von Mainz gelegen hatte, wurde 1656 auf das Hochstift Würzburg übertragen. Bereits dort war Hardheim Sitz eines Amtes, des Amtes Hardheim. Es erfolgte durch den Hoheitswechsel auch ein Wechsel vom Kurrheinischen Reichskreis zum Fränkischen Reichskreis.
Nach der napoleonischen Neuordnung des deutschen Gebietes (Reichsdeputationshauptschluss), wurde Hardheim zunächst 1803 dem Fürstentum Leiningen und nach dessen Mediatisierung 1806 dem Großherzogtum Baden zugeordnet. 1806 fielen alle jetzigen Ortsteile an Baden und gehörten seit 1813 zum Bezirksamt Walldürn. Rütschdorf wurde von 1840 bis 1849 dem Bezirksamt Wertheim zugeschlagen. Die zuständige Amtsstadt wechselte häufig: 1872 war sie für alle heutigen Ortsteile Wertheim, 1874 für Erfeld und Gerichtstetten Tauberbischofsheim, 1879 für alle Buchen. Von 1935 bis 1945 griff eine kleinere nationalsozialistische Gebietsreform, und Dornberg, Rütschdorf und Vollmersdorf kamen zu Hardheim. Wettersdorf, ist heute ein Stadtteil von Walldürn, vereinigt.
1911 erhielt Hardheim über eine Stichbahn von Walldürn Anschluss an das Eisenbahnnetz. Dies stärkte die Stellung Hardheims als Arbeitsplatz für viele Menschen in der Umgegend. Seit 1999 ist die Bahnlinie jedoch wieder stillgelegt und seit 2004 abgebaut.
1961 wurde hier eine amerikanische Raketenabwehreinheit stationiert. Im Jahre 1966 wurde die Carl-Schurz-Kaserne eingeweiht.
Im Zuge der Gemeindegebietsreform in Baden-Württemberg wurden am 1. August 1971 Bretzingen und Schweinberg eingemeindet. Am 1. Dezember 1971 folgte Erfeld. Am 1. Januar 1973 kam Gerichtstetten hinzu. Die Gemeindegebietsreform wurde mit der Eingemeindung von Dornberg, Rütschdorf und Vollmersdorf am 1. Januar 1975 abgeschlossen.  Seit 1. Januar 1973 ist Hardheim Bestandteil des Odenwaldkreises (seit 1974 Neckar-Odenwald-Kreis). Hardheim ist als Unterzentrum eingestuft.
2012 gab Verteidigungsminister Thomas de Maizière bekannt, dass die Carl-Schurz-Kaserne geschlossen und Hardheim mit seinen 1000 Dienstposten als Bundeswehrstandort aufgegeben wird.

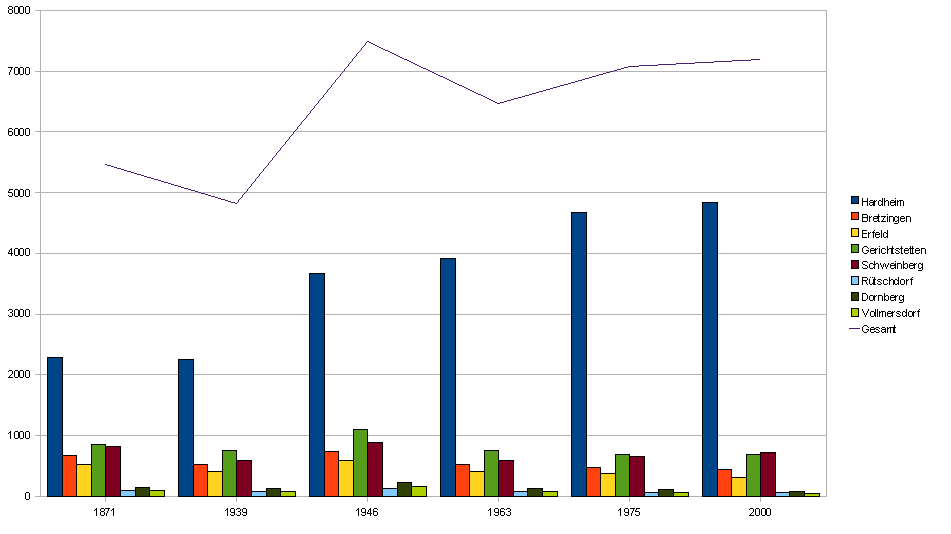
Einwohnerentwicklung in Hardheim

Während der Flüchtlingskrise in Europa 2015 wurden 650 Flüchtlinge in der Kaserne untergebracht. Im Oktober 2017 wurde dieser Bundeswehrstandort wieder reaktiviert.

### Einwohnerentwicklung
Hardheim hat 6812 Einwohner, von denen 50,6 % männlich sind. In Hardheim gibt es insgesamt 2415 Erwerbstätige, 71 % davon im produzierenden Gewerbe.

## Religionen

### Christentum
Etwa 80 Prozent der Hardheimer Bevölkerung sind römisch-katholisch, 15 Prozent gehören zur evangelischen Gemeinde in Hardheim.

### Jüdische Gemeinde Hardheim
In Hardheim gab es ab dem Mittelalter bis zur Zeit des Dritten Reiches eine über 600 Jahre lang bestehende jüdische Gemeinde. 1318 wurden in Hardheim erstmals Juden genannt, die von Kaiser Ludwig dem Bayer den Rittern Werner und Reinhard von Hardheim verpfändet wurden. 1349 kam es während der Pestzeit auch in Hardheim zu einer Judenverfolgung. 1451 wurden wieder Juden im Ort genannt. Die jüdische Gemeinde Hardheim besaß eine Synagoge, eine Religionsschule, ein rituelles Bad und den jüdischen Friedhof Hardheim. Ein eigener Religionslehrer war angestellt, der zugleich als Vorbeter und Schochet tätig war. Seit 1827 gehörte die jüdische Gemeinde Hardheim zum Bezirksrabbinat Wertheim (später vertreten durch das Bezirksrabbinat Mosbach). 1933 gab es noch 55 jüdische Einwohner in Hardheim. Ab 1933 kam es im Zuge des Nationalsozialismus zu verstärkten Repressalien und der Entrechtung sowie dem wirtschaftlichen Boykott jüdischer Geschäfte. In den folgenden Jahren zogen die meisten Mitglieder der jüdischen Gemeinde von Hardheim weg oder wanderten aus. Am 22. Oktober 1940 wurden die 17 noch in Hardheim verbliebenen Juden nach Gurs deportiert, von ihnen überlebten nur fünf.
Von den jüdischen Personen, die in Hardheim geboren wurden oder längere Zeit im Ort wohnten, kamen in der Zeit des Nationalsozialismus 38 Personen nachweislich ums Leben.

## Politik

### Gemeinderat
In Hardheim wird der Gemeinderat nach dem Verfahren der unechten Teilortswahl gewählt. Diese garantiert den Ortsteilen eine festgelegte Anzahl von Sitzen. Aus dem Hauptort Hardheim (mit Weiler Rüdental) kommen mindestens zwölf, aus Schweinberg und Gerichtstetten jeweils mindestens zwei Räte, aus Bretzingen, Erfeld sowie aus dem zusammengezählten Wohnbezirk Dornberg/Rütschdorf/Vollmersdorf jeweils mindestens ein Gemeinderat. Der Gemeinderat hat normalerweise 19 Mitglieder. Dabei kann sich die Zahl der Gemeinderäte durch Überhangmandate (Ausgleichssitze) verändern. 2024 besteht er aus 21 gewählten ehrenamtlichen Gemeinderäten und dem Bürgermeister als Vorsitzendem. Der Bürgermeister ist im Gemeinderat stimmberechtigt.
Die Kommunalwahl am 9. Juni 2024 führte zu folgendem Ergebnis.
| Parteien und Wählergemeinschaften | Parteien und Wählergemeinschaften           | % 2024  | Sitze 2024 | % 2019 | Sitze 2019 | Kommunalwahl 2024 %50403020100 45,71 % (+2,01 %p)34,97 % (−4,83 %p)17,23 % (+0,73 %p)2,09 % (n. k. %p) CDUFWSPDULU20192024 |
| CDU                               | Christlich Demokratische Union Deutschlands | 45,71   | 10         | 43,7   | 8          | Kommunalwahl 2024 %50403020100 45,71 % (+2,01 %p)34,97 % (−4,83 %p)17,23 % (+0,73 %p)2,09 % (n. k. %p) CDUFWSPDULU20192024 |
| FWU                               | Freie Wählerunion                           | 34,97   | 7          | 39,8   | 8          | Kommunalwahl 2024 %50403020100 45,71 % (+2,01 %p)34,97 % (−4,83 %p)17,23 % (+0,73 %p)2,09 % (n. k. %p) CDUFWSPDULU20192024 |
| SPD/BL                            | SPD/Bürgerliste                             | 17,23   | 4          | 16,5   | 3          | Kommunalwahl 2024 %50403020100 45,71 % (+2,01 %p)34,97 % (−4,83 %p)17,23 % (+0,73 %p)2,09 % (n. k. %p) CDUFWSPDULU20192024 |
| ULU                               | Unabhängige Liste Umweltschutz              | 2,09    | 0          | –      | –          | Kommunalwahl 2024 %50403020100 45,71 % (+2,01 %p)34,97 % (−4,83 %p)17,23 % (+0,73 %p)2,09 % (n. k. %p) CDUFWSPDULU20192024 |
| gesamt                            | gesamt                                      | 100,0   | 21         | 100,0  | 19         | Kommunalwahl 2024 %50403020100 45,71 % (+2,01 %p)34,97 % (−4,83 %p)17,23 % (+0,73 %p)2,09 % (n. k. %p) CDUFWSPDULU20192024 |
| Wahlbeteiligung                   | Wahlbeteiligung                             | 64,93 % | 64,93 %    | 63,7 % | 63,7 %     | Kommunalwahl 2024 %50403020100 45,71 % (+2,01 %p)34,97 % (−4,83 %p)17,23 % (+0,73 %p)2,09 % (n. k. %p) CDUFWSPDULU20192024 |

### Bürgermeister
Bürgermeister von Hardheim ist seit dem 1. August 2022 Stefan Grimm (Freie Wähler). Er wurde am 8. Mai 2022 mit 67,8 Prozent der Stimmen zum Bürgermeister gewählt. Er folgte Volker Rohm (Freie Wähler) nach, der vom 1. August 2014 bis zum 31. Juli 2022 amtierte. Bei der Bürgermeisterwahl 2022 trat er nicht erneut an.

### Wappen
In Rot eine silberne (weiße) Kirche mit zwei sechseckigen Türmen, auf deren spitzen Dächern je ein silbernes (weißes) Kreuz; zwischen den Türmen auf silberner (weißer) Mondsichel in goldenem (gelben) Strahlenkranz thronend die blaugekleidete, golden (gelb) gekrönte und nimbierte Madonna, in der Rechten ein goldenes (gelbes) Zepter, mit der Linken den golden (gelb) nimbierten nackten Jesusknaben haltend; unten ein mit der oberen Hälfte in die Kirchenfront ragender, ovaler gevierter Schild, worin Feld 1: von Rot und Silber (Weiß) durch drei Spitzen geteilt, Feld 2 und 3: in Blau ein mit drei blauen Ringen belegter silberner (weißer) Schrägbalken, Feld 4: in Blau eine schrägrechte rot-silbern (weiß) gevierte Fahne an goldener (gelber) Stange.

### Partnergemeinden
Seit 1966 pflegt Hardheim Partnerschaften mit Müntschemier im Schweizer Kanton Bern und Suippes in der französischen Region Grand Est.

## Kultur und Sehenswürdigkeiten

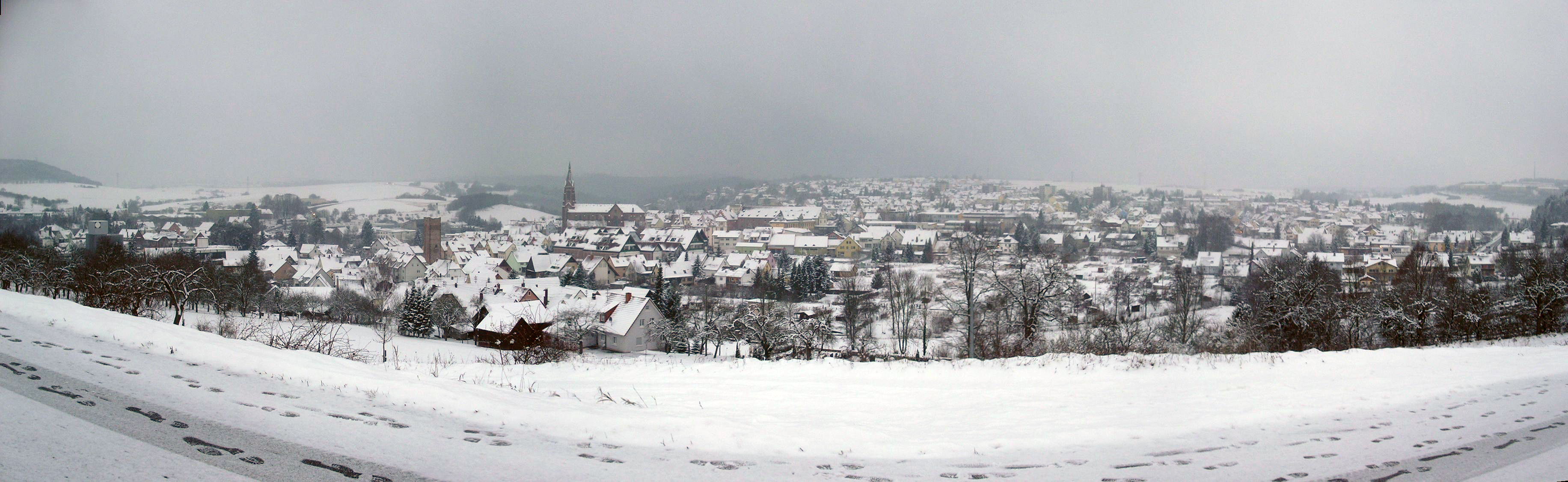
Ortsansicht von Hardheim

### Bauwerke
Das Ortsbild wird geprägt vom „Erfataldom“, der katholischen Kirche St. Alban. Der Grundstein für dieses Bauwerk wurde am 12. Juli 1891 gelegt, Konsekration der Kirche war Weihnachten 1894. Es wurde ein Vorgängerbau gotischen Baustils ersetzt, in dem am 20. November 1888 der letzte Gottesdienst gehalten wurde, da er einsturzgefährdet war.

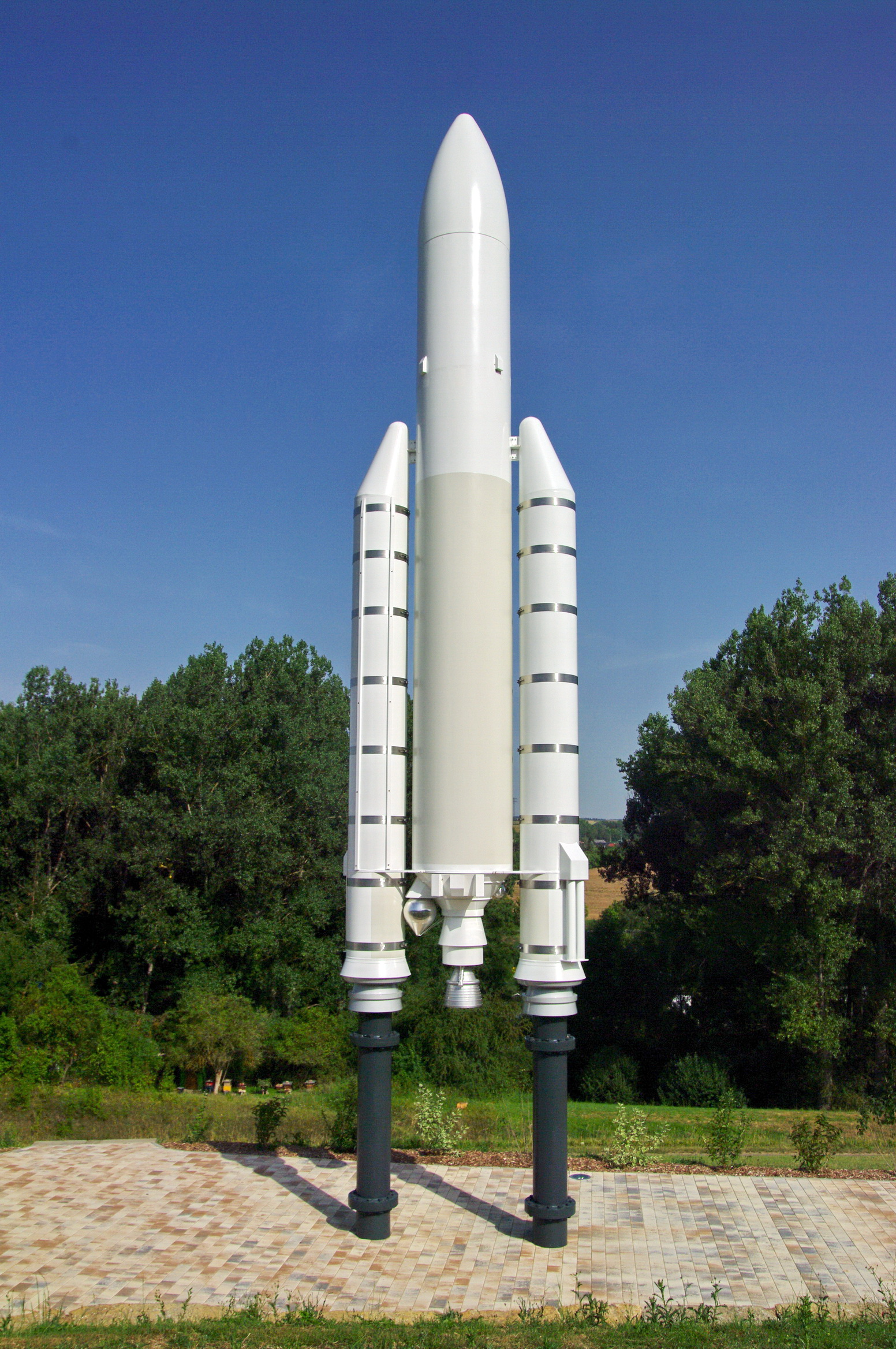
Ariane-5-Rakete auf der Walter-Hohmann-Höhe

Der Schlossplatz wird umgeben von dem Hardheimer Schloss, das heute als Rathaus dient, und der Erfatalhalle, einer früheren Zehntscheune, die heute unter anderem als Veranstaltungsraum genutzt wird.
Das Ortszentrum wird zusätzlich vom sogenannten „Erfapark“, einem Gebäudekomplex mit verschiedenen Geschäften und Wohnungen, sowie dem Walter-Hohmann-Schulzentrum gebildet. Auf der Walter-Hohmann-Anhöhe steht seit 2012 im Gedenken an den berühmten Sohn der Stadt ein Modell der Ariane-5-Rakete im Maßstab 1:4.
Am südlichen Rand des Ortskerns steht außerdem der „Steinerne Turm“, ein ehemaliger Bergfried, der von einer der ältesten Hardheimer Burgen, Untere Burg genannt, nach deren Zerstörung übrigblieb.
An der Bundesstraße 27 in Richtung Höpfingen befindet sich die Josefskapelle.

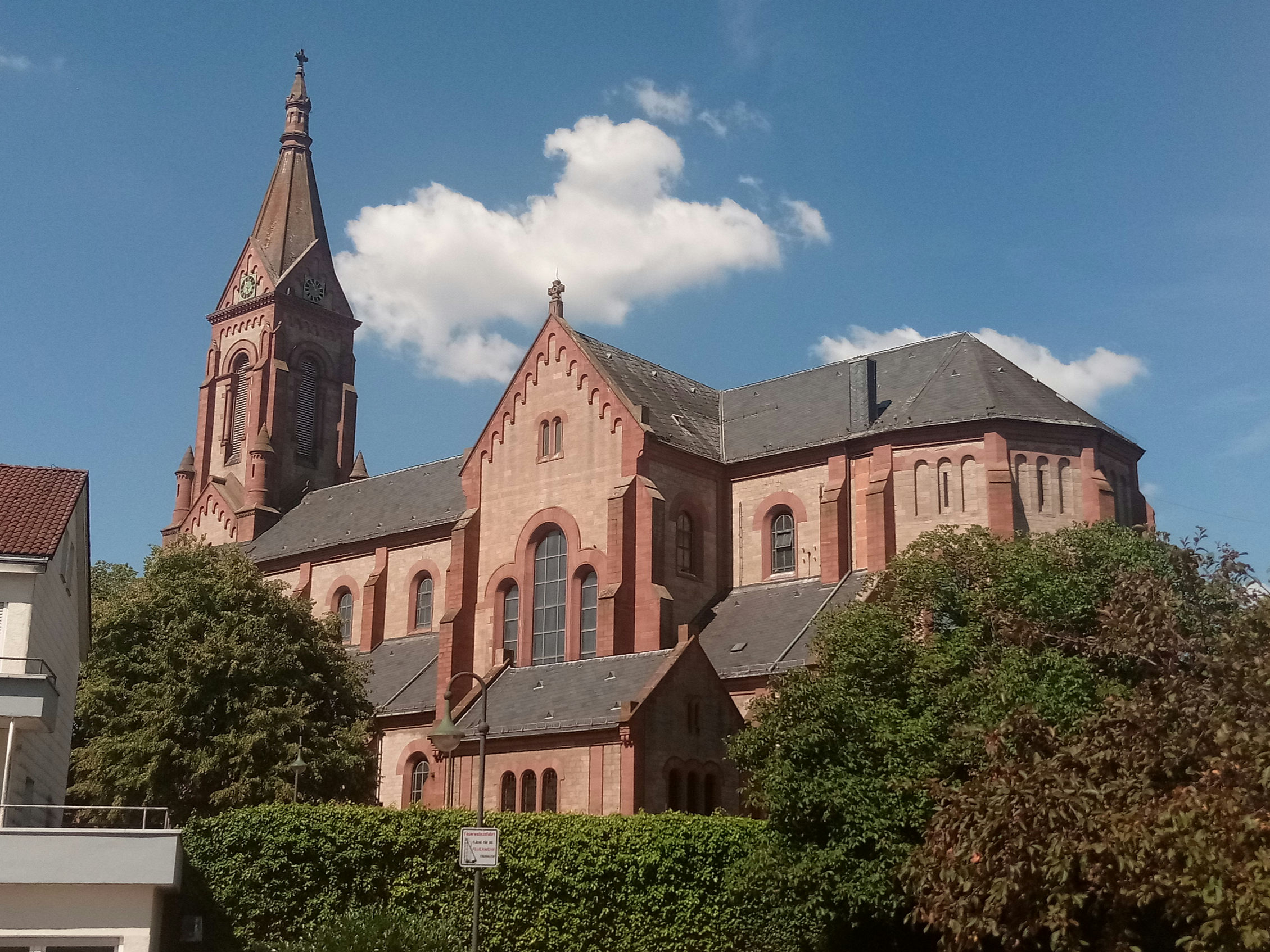
Katholische Kirche
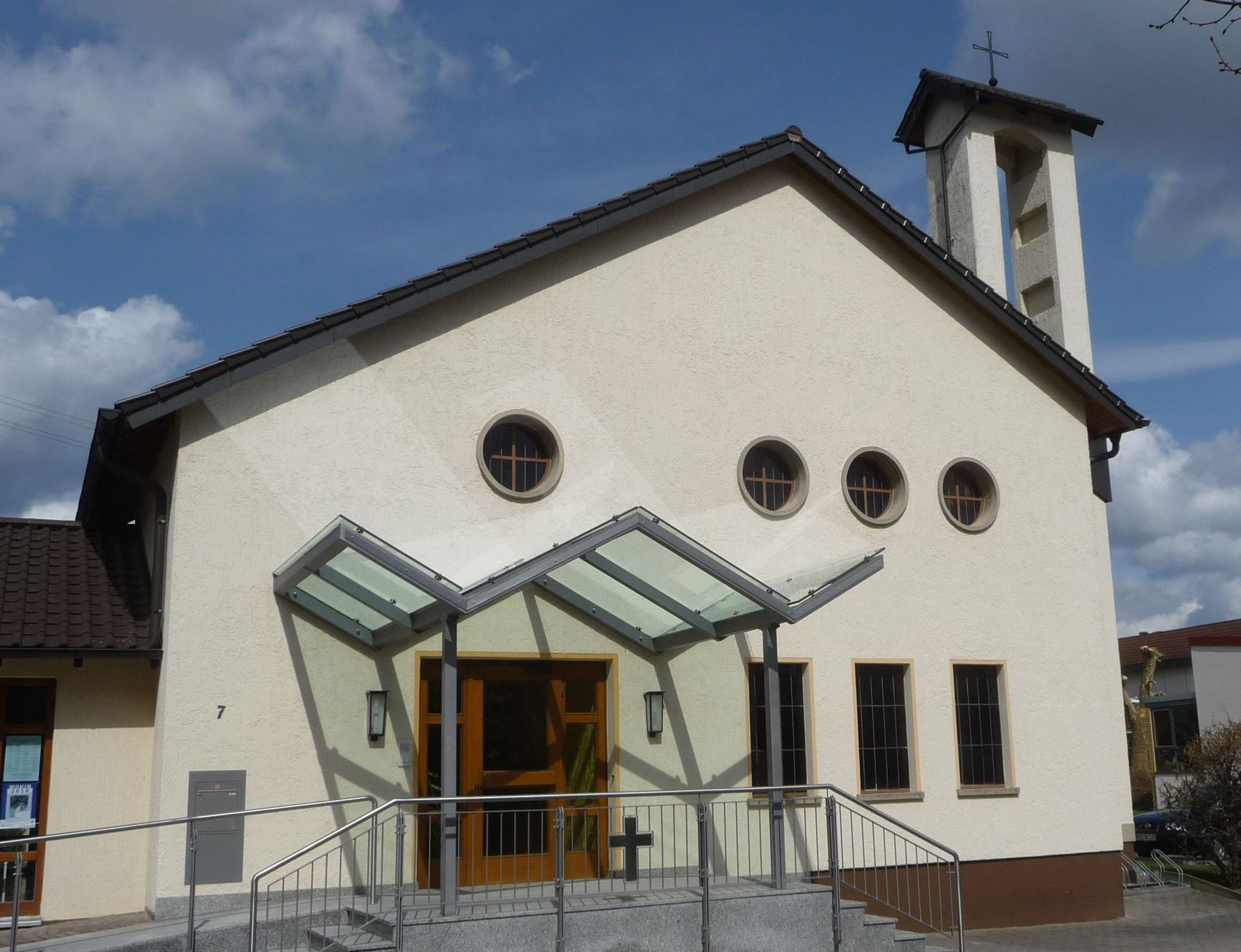
Evangelische Kirche
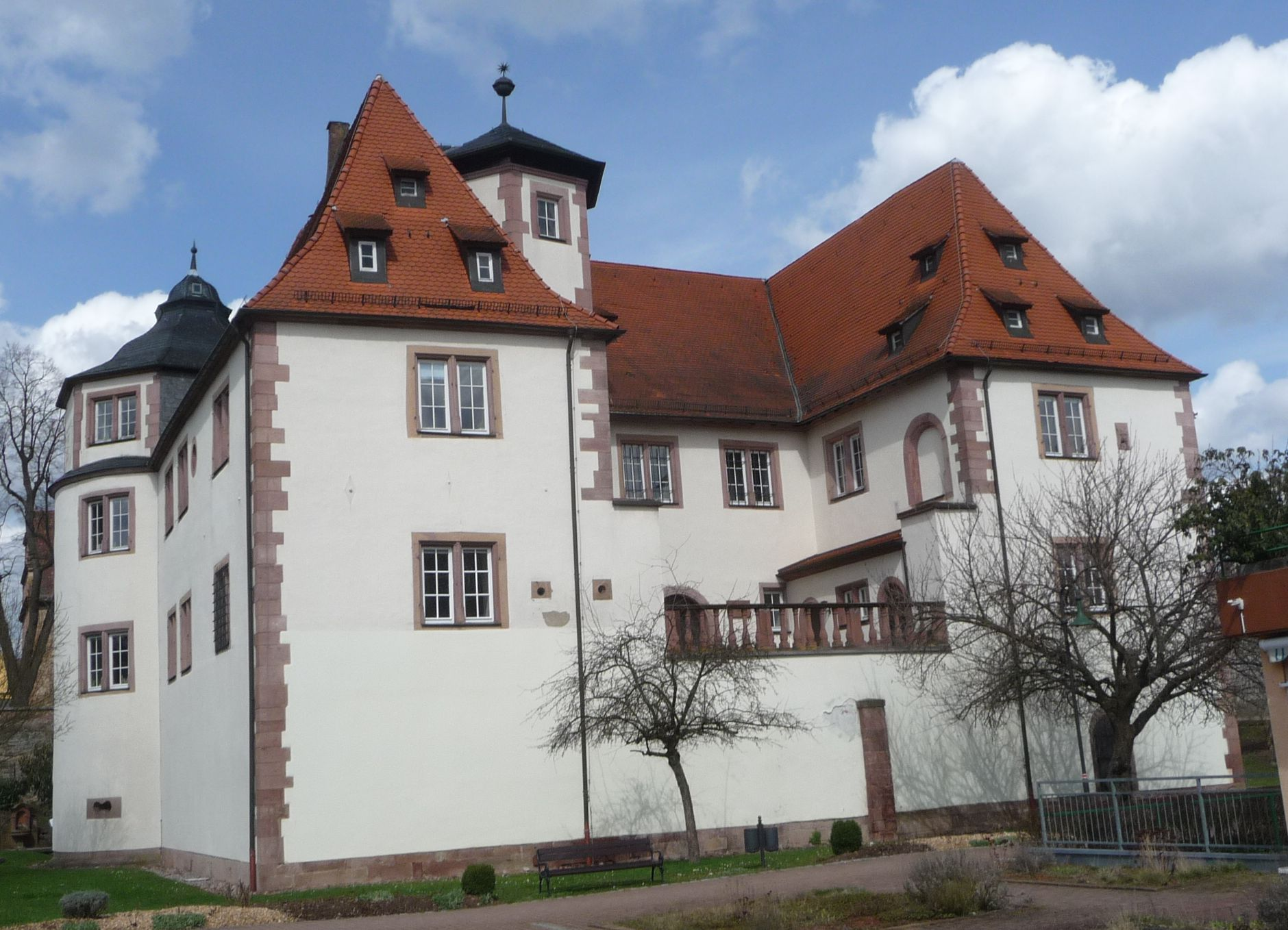
Hardheimer Schloss
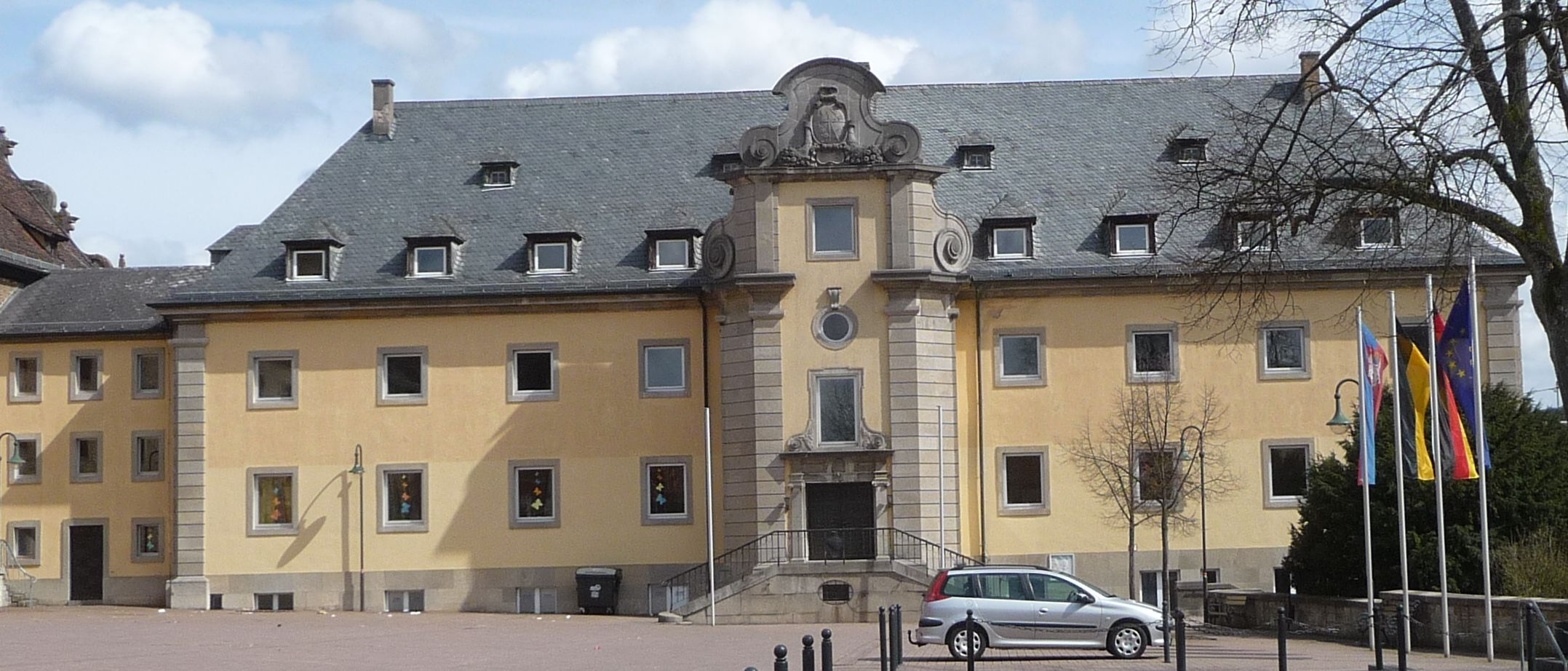
Schule
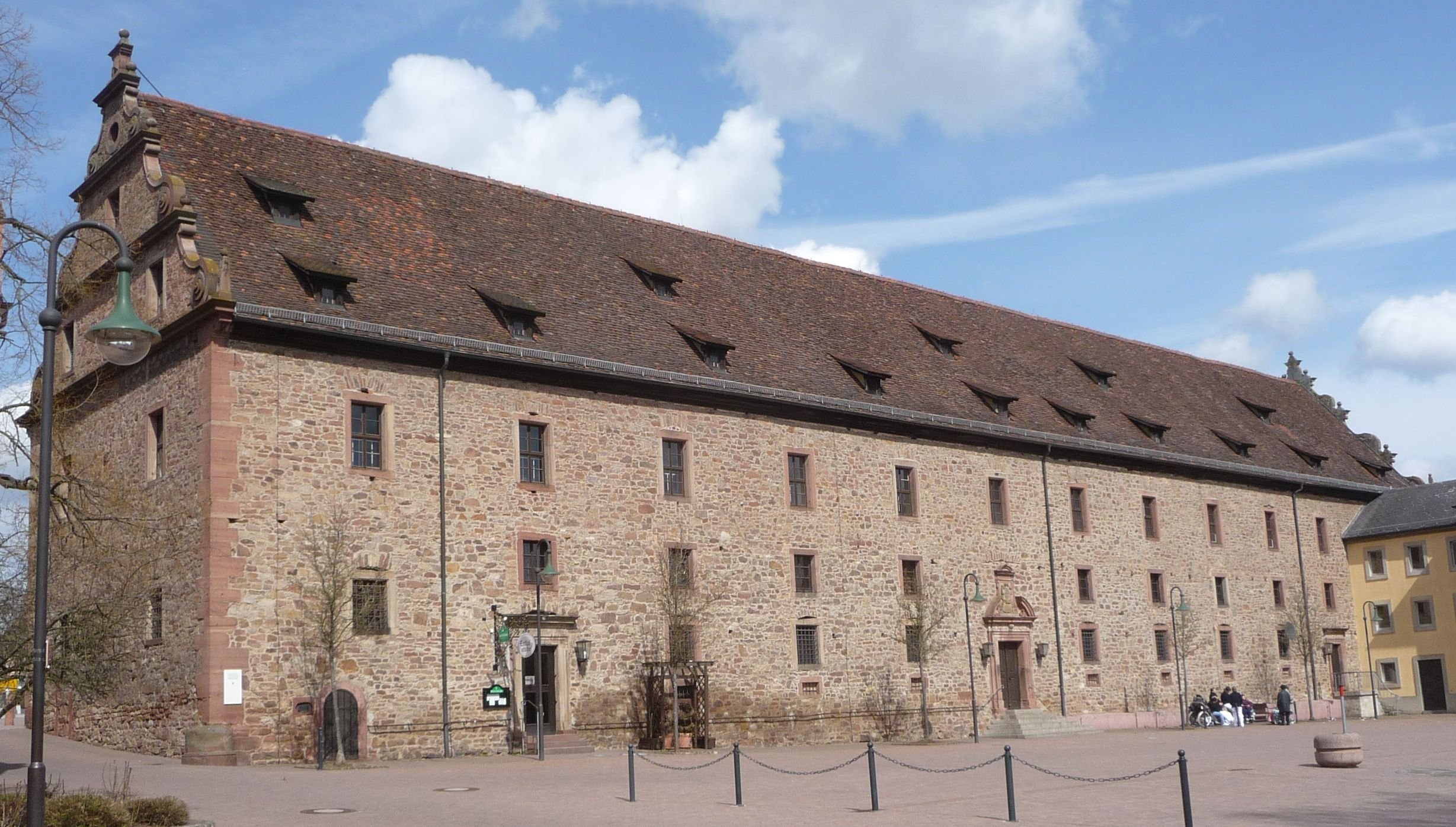
Museum
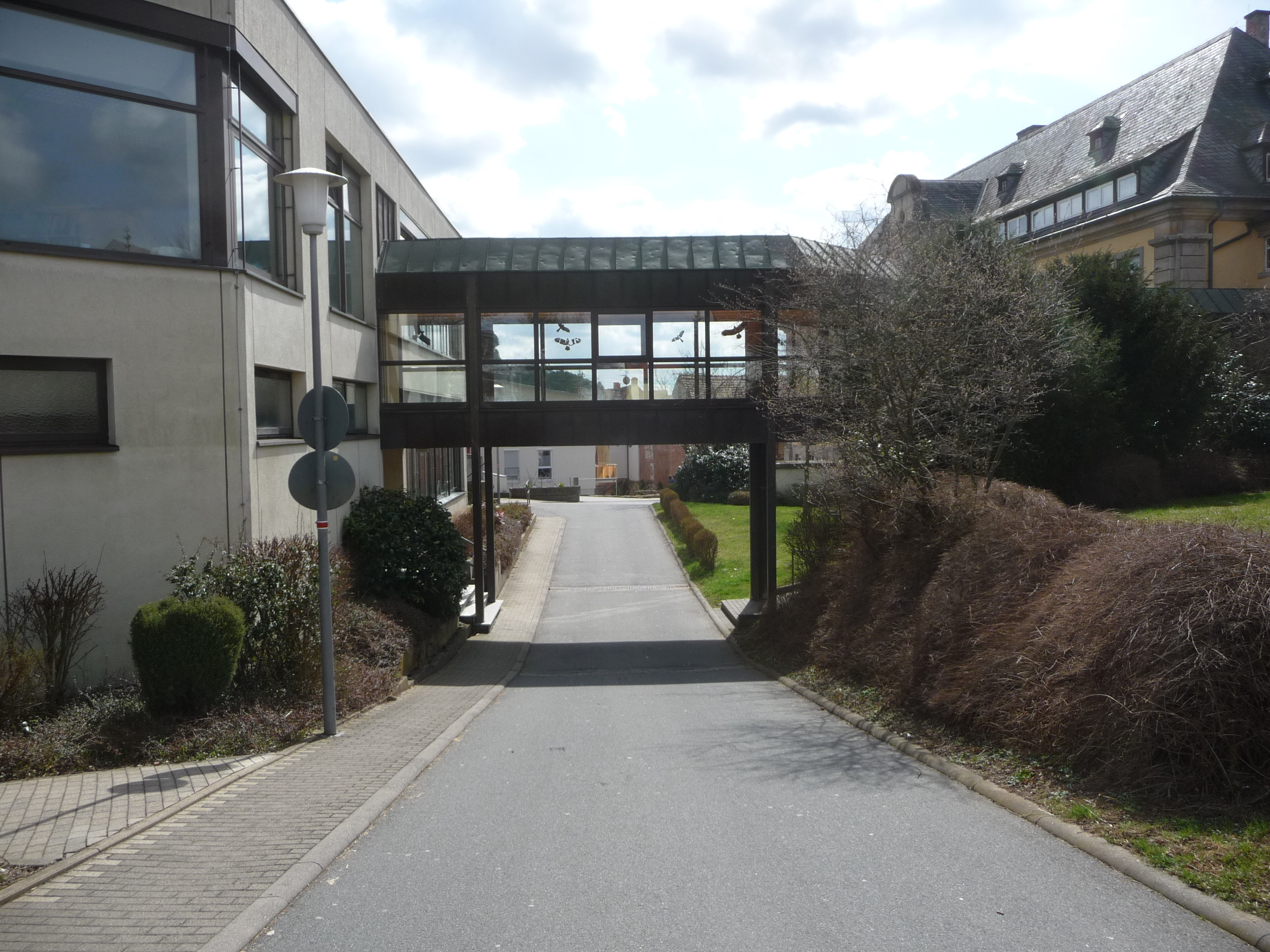
Schulzentrum
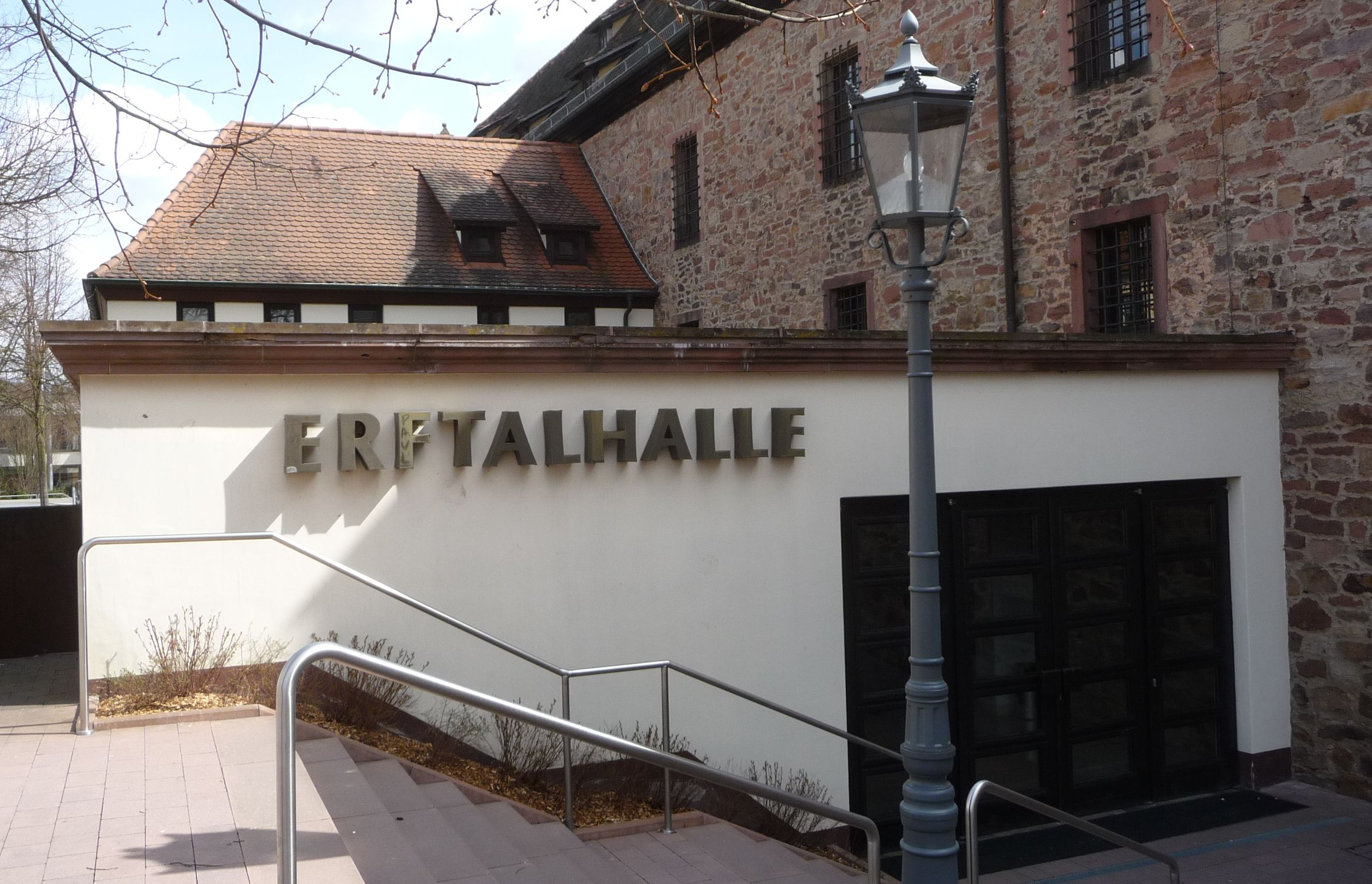
Erftalhalle
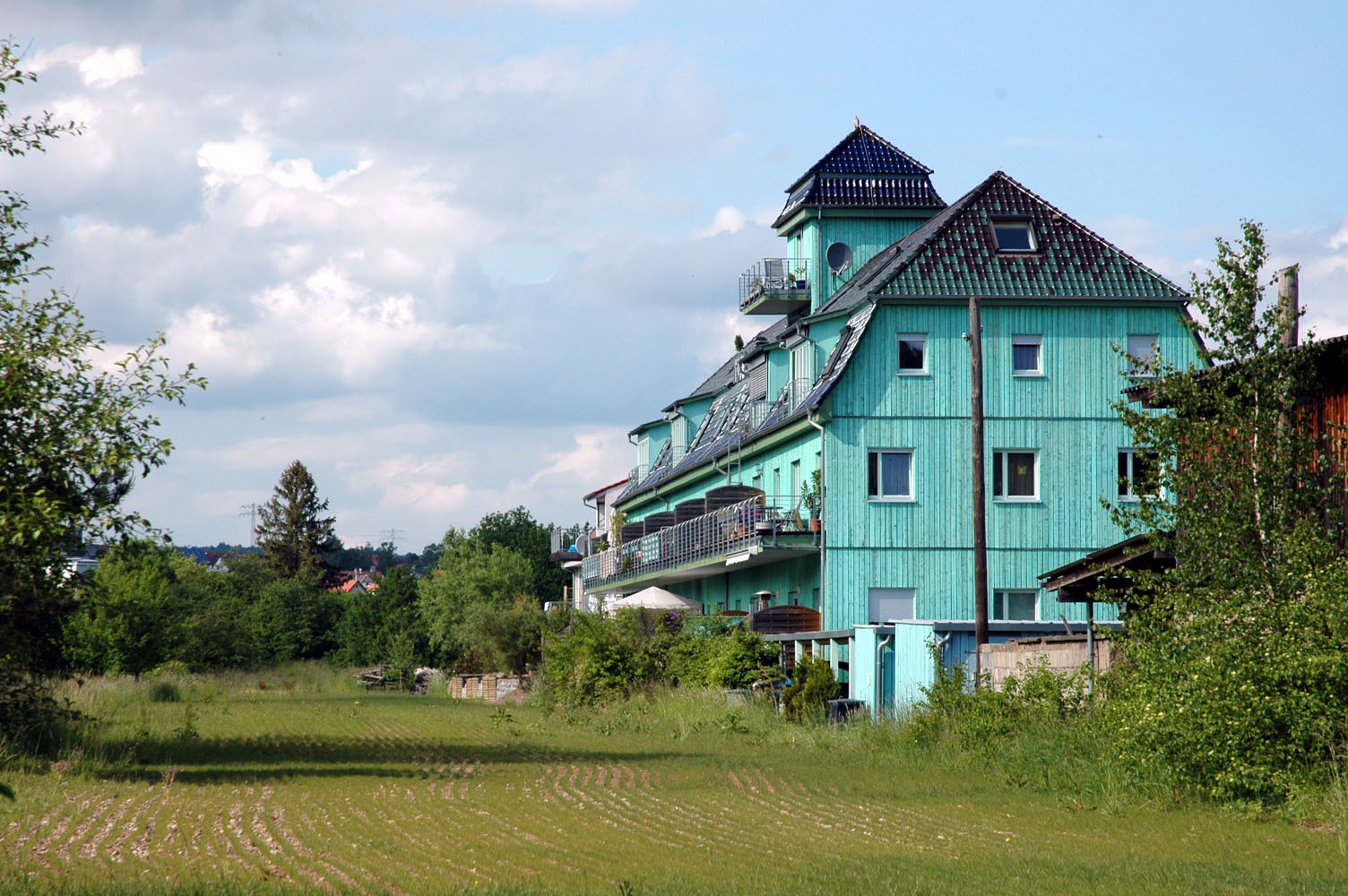
Ehemaliges Lagerhaus am Bahnhof
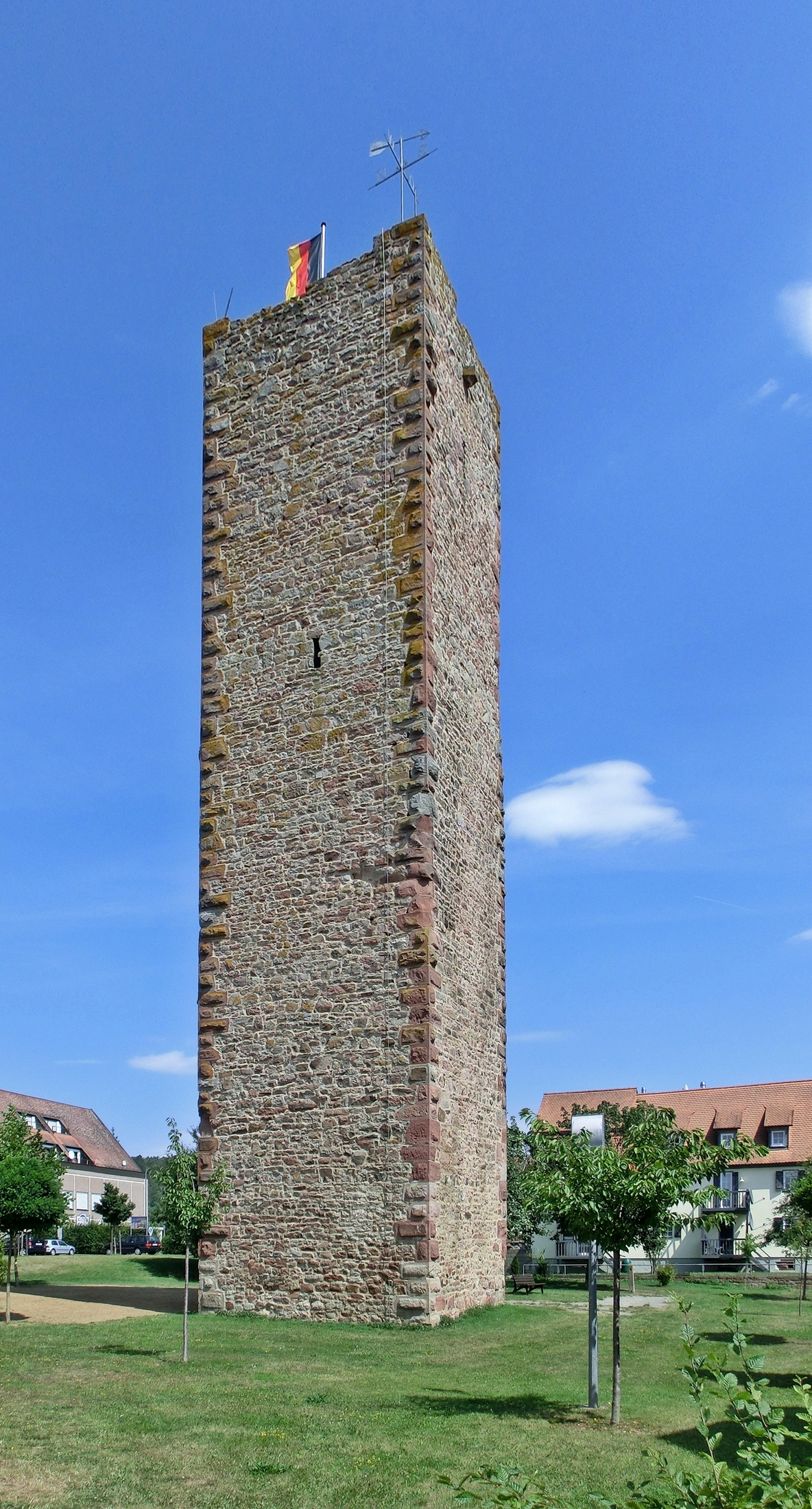
Steinerner Turm (Bergfried der Unteren Burg[17])

### Museen und kulturelle Einrichtungen
- Erfatal-Museum in den Dachgeschossen der Erftalhalle
- Gemeinde-Bücherei in der Grundschule
- Katholische öffentliche Bücherei im Pfarrheim
- Gemeindearchiv

### Theater
Die Badische Landesbühne gastiert mehrmals im Jahr in der Erftalhalle.

### Regelmäßige Veranstaltungen
Jahrmärkte/Volksfeste:
- Josefs-Markt (Mitte März)
- Sommerfest (Mitte Juni)
- Wendelinus-Markt (historischer Markt, Mitte Oktober)
- Weihnachtsmarkt (erstes Adventwochenende)

## Wirtschaft und Infrastruktur

### Unternehmen
Größter Arbeitgeber in der Gemeinde ist, neben der Maschinenfabrik Gustav Eirich und der Grammer Interior Components GmbH, die Bundeswehr. Mit der Carl-Schurz-Kaserne und einem Materiallager ist sie bis heute ein wichtiger Wirtschaftsfaktor.
Die auf das Jahr 1855 zurückgehende Orgelbauwerkstatt Vleugels erstellt und restauriert viele Orgeln im deutschsprachigen Raum.

### Bundeswehr
In der Carl-Schurz-Kaserne an der Alten Würzburger Straße hatte die Bundeswehr das Sicherungsbataillon 12, welches aus dem dort zuvor vorhandenen Panzerflugabwehrkanonenbataillon 12 sowie der leichten Flugabwehrraketenbatterie 300 neu aufgestellt wurde, und ein Sanitätszentrum stationiert. Am Wurmberg gibt es darüber hinaus ein Materiallager, welches Teil des Materialdepots in Darmstadt ist. Im Jahr 2011 gab es hier insgesamt 980 Dienstposten. Im Rahmen der Bundeswehrstrukturreform sollte die Kaserne im 2. Quartal 2017 und das Materiallager, in Abhängigkeit von der Ausplanung von weiteren Kooperationsvorhaben im Bereich der Logistik, voraussichtlich 2019 geschlossen und der Standort damit dann ganz aufgegeben werden.
Zum 1. Oktober 2017 wurde in der Carl-Schurz-Kaserne mit der Aufstellung der Stabs- und Führungsunterstützungskompanie SOCC (Special Operations Component Command) begonnen die – zumindest vorübergehend – mit bis zu 175 Soldaten dort auch beheimatet sein wird und direkt dem Kommando Spezialkräfte (KSK) unterstellt ist.
Seit September 2019 ist das neu aufgestellte Panzerbataillon 363  in der Carl-Schurz-Kaserne in Hardheim stationiert.

### Bildungseinrichtungen
Im Walter-Hohmann-Schulzentrum sind ca. 900 Grund-, Haupt- und Realschüler untergebracht. In Gerichtstetten gibt es eine weitere Grundschule. Hardheim hat mit seinen Ortsteilen zusammen vier römisch-katholische und einen kommunalen Kindergarten sowie einen Kinderhort.

### Gesundheitseinrichtungen
Als Teil des Krankenhausverbandes Hardheim-Walldürn besteht in Hardheim ein Krankenhaus der Grundversorgung (Innere Medizin, Chirurgie und Gynäkologie) mit 61 Planbetten und ca. 110 Mitarbeitern. Die notfallmedizinische Versorgung stellt eine Rettungswache mit einem Notarztwagen (NAW) des DRK Kreisverband Buchen e. V. sicher, die sich direkt am Krankenhaus befindet.

### Medien
- Fränkische Nachrichten
- Rhein-Neckar-Zeitung

### Sport- und Freizeiteinrichtungen
- Südlich von Hardheim befindet sich eine künstlich aufgeschüttete Anhöhe (der so genannte Drachenfliegerberg), die als Startplatz für Gleitschirmflieger und Drachenflieger dient. Hier wird jährlich die Odenwälder Drachenflugmeisterschaft abgehalten.
- Die Tischtennisabteilung Hardheim spielt mit 3 aktiven Herrenmannschaften, 1 Schüler- und 1 Schülerinnenmannschaft im Tischtenniskreis Buchen.
- Der TV Hardheim unterhält eine Handball-Mannschaft, die im Badischen Handball-Verband seit der Saison 2012/13 in der Badenliga spielt, sowie eine zweite Handball-Mannschaft in der Bezirksliga Heilbronn/Franken (Stand: 2018/2019).
- Die Fußball-Abteilung des TVH ist mit einer Mannschaft in der Kreisliga Buchen vertreten (Stand: 2012/2013).[23]

### Verkehr

#### Fernstraßen
Die Bundesstraße 27 (Blankenburg (Harz) – Schaffhausen) verläuft in west-östlicher Richtung durch Hardheim und stellt die Hauptverkehrsader dar. In etwa 20 bis 25 Kilometern Entfernung bestehen drei Anschlussstellen der Autobahn A 81 in nördlicher Richtung Würzburg bzw. südlich nach Heilbronn. 

#### ÖPNV
Hardheim liegt im Bereich des Verkehrsverbunds Rhein-Neckar (Busse).

#### Radverkehr
Durch eine Alltagsroute aus dem Radnetz Baden-Württemberg ist Hardheim über den Ortsteil Schweinberg und über Königheim mit Tauberbischofsheim und in der anderen Richtung über Höpfingen und Walldürn mit Buchen verbunden. In Walldürn besteht ein Abzweig Richtung Amorbach.
Als Landes-Radfernweg führt der Odenwald-Madonnen-Radweg durch Hardheim. Er beginnt in Tauberbischofsheim und führt über Hardheim, Walldürn, Buchen, Mudau, Mosbach, Eberbach und Heidelberg bis nach Speyer.
Der Erftal-Mühlen-Radweg verläuft vom Hardheimer Ortsteil Erfeld durch das naturbelassene Erftal bis nach Bürgstadt am Main. Die Länge dieser Tour beträgt etwa 31 km, der Höhenunterschied ca. 180 Meter.

#### Ehemalige Bahnlinie
Die 1999 stillgelegte Bahnstrecke Walldürn–Hardheim wurde 2004 zurückgebaut.